# Leigh Howard
Pour les articles homonymes, voir Howard.
Ne doit pas être confondu avec Howard Leigh.
Leigh Howard, né le 18 octobre 1989 à Geelong, est un coureur cycliste australien. Spécialiste de la piste, il décroche neuf médailles aux mondiaux entre 2008 et 2019, dont quatre titres récoltés sur l'omnium en 2009, la course à l'américaine en 2010 et 2011 et la poursuite par équipes en 2019. Il a également remporté huit victoires sur route, dont des étapes du Tour d'Oman et du Tour de Grande-Bretagne.

## Biographie

### Jeunesse et carrière amateur
Leigh Howard dispute ses premières courses cyclistes à l'âge de dix ans. En catégorie moins de 15 ans, il est champion d'Australie de vitesse individuelle, du contre-la-montre et du 200 mètres lancé, en battant le record national de la catégorie dans ses deux dernières disciplines. Il court ensuite en catégorie moins de 17 ans. Il y remporte huit titres nationaux : un en 2004 et sept en 2005.
En catégorie juniors, Leigh Howard est champion du monde de scratch en 2006 et de poursuite par équipes en 2006, avec Jack Bobridge, Cameron Meyer et Travis Meyer, et en 2007 avec Jack Bobridge, Glenn O'Shea et Travis Meyer.
En début d'année 2008, Leigh Howard devient champion d'Australie de scratch, de poursuite par équipes, avec l'équipe de l'État de Victoria, et de l'américaine avec le champion en titre Glenn O'Shea. Le mois suivant, il dispute à Manchester ses premiers championnats du monde sur piste élites, à 18 ans. Il y prend la vingtième place du scratch. Lors des épreuves de l'omnium, il bat ses records personnels du 200 mètres, du kilomètres et en poursuite, et obtient la médaille d'argent. Durant cette année, il court sur route avec l'équipe Southaustralia.com-AIS, aux côtés d'autres futurs professionnels australiens : Jack Bobridge, Travis Meyer, Cameron Meyer, Simon Clarke, Benjamin King, Wesley Sulzberger. Il remporte une étape du Tour de Berlin, la Coppa Colli Briantei Internazionale, courses de l'UCI Europe Tour, le classement général et des étapes du Tour of the Murray River, des étapes du Tour de Tasmanie et du Tour du Gippsland, en Australie.
Durant la saison sur piste 2008-2009, Howard remporte deux épreuves de la manche de coupe du monde de Pékin : l'américaine, avec Glenn O'Shea, et la poursuite par équipes, avec Glenn O'Shea, Rohan Dennis et Mark Jamieson. Aux championnats du monde sur piste, à Pruszków en Pologne, il obtient trois médailles.
L'équipe d'Australie qu'il forme avec Jack Bobridge, Rohan Dennis et Cameron Meyer est battue en finale de poursuite par équipes par les Danois et médaillée d'argent. Avec Cameron Meyer, Howard prend également la médaille d'argent de l'américaine. Il termine la semaine en s'imposant au classement de l'omnium, acquérant ainsi son premier titre de champion du monde élites.
Sur route, en 2009, avec AIS devenue ensuite Jayco-AIS, Leigh Howard gagne trois étapes et le classement par points du Tour du Japon, une étape du Tour de Thüringe, et le classement général et quatre étapes du Tour du Gippsland. En équipe d'Australie, il remporte le Tour de Slovaquie et participe à la course en ligne des moins de 23 ans des championnats du monde sur route, à Mendrisio en Suisse.

### Carrière professionnelle

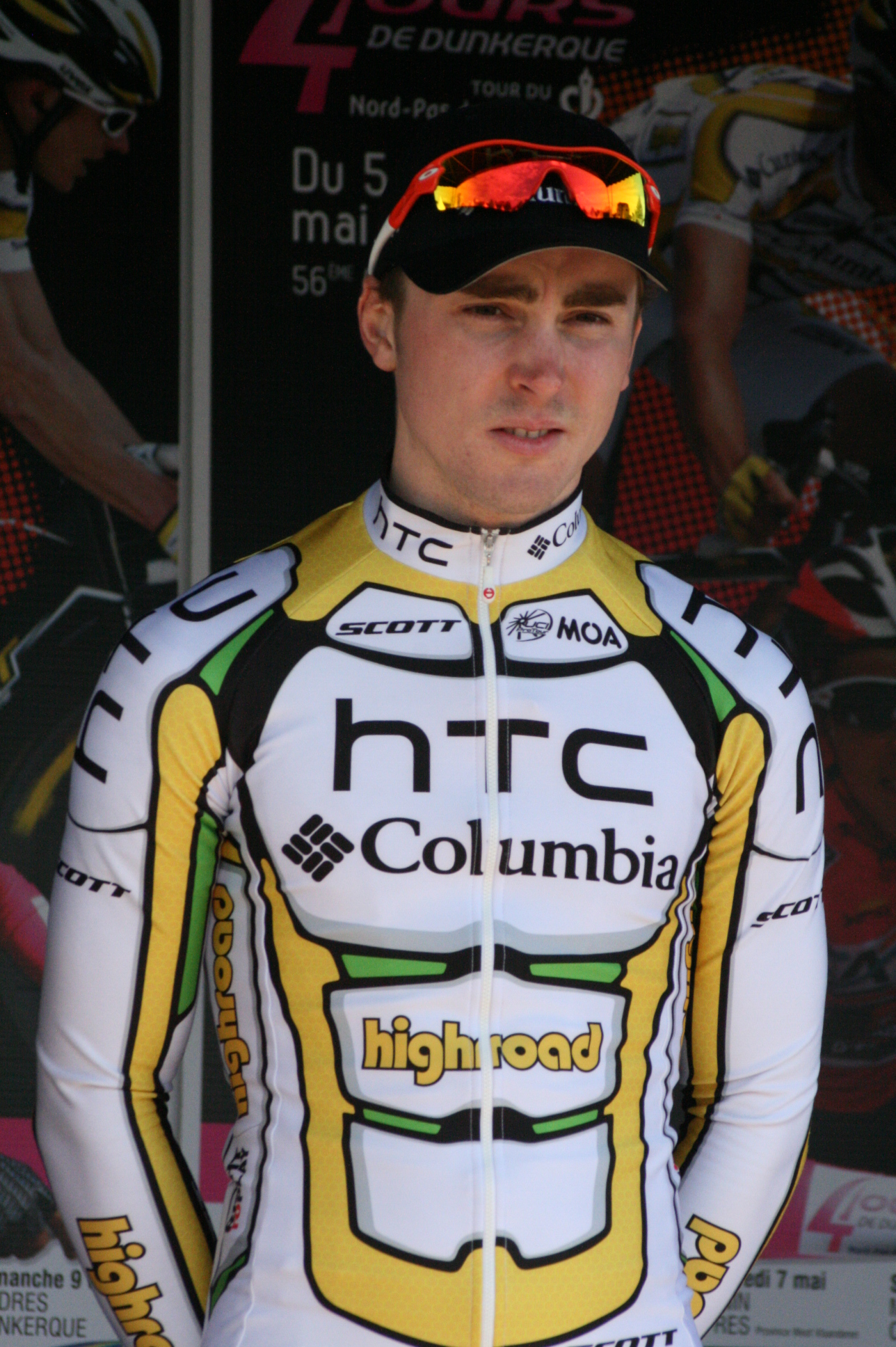
Leigh Howard lors des Quatre Jours de Dunkerque 2010.

Leigh Howard devient cycliste professionnel sur route en 2010 dans l'équipe américaine HTC-Columbia, qui porte le nom HTC-Highroad l'année suivante. Howard remporte en février une étape du Tour d'Oman, en devançant au sprint Daniele Bennati et Tom Boonen. En mars, il participe aux championnats du monde sur piste. Il y remporte le titre de champion du monde de l'américaine avec Cameron Meyer. Lors de la poursuite par équipes, il participe à la qualification, mais ne dispute pas la finale remportée par ses compatriotes Rohan Dennis, Cameron Meyer, Jack Bobridge et Michael Hepburn. Il est également médaillé d'argent de l'omnium. De retour sur route, il est leader du classement général du Tour de Bavière après deux deuxièmes places d'étapes, et remporte en septembre le Championnat des Flandres.
En 2011, aux championnats du monde sur piste, Howard conserve le titre de champion du monde de l'américaine avec Cameron Meyer. Il remporte une course sur route durant cette année, une étape du Ster ZLM Toer, et se classe notamment troisième du prologue du Tour de Romandie, du Trofeo Cala Millor, d'une étape du Tour de Pologne, quatrième du Grand Prix de Denain. Il dispute son premier grand tour, le Tour d'Espagne. L'équipe HTC-Highroad disparaît à la fin de l'année 2011, faute de sponsor.

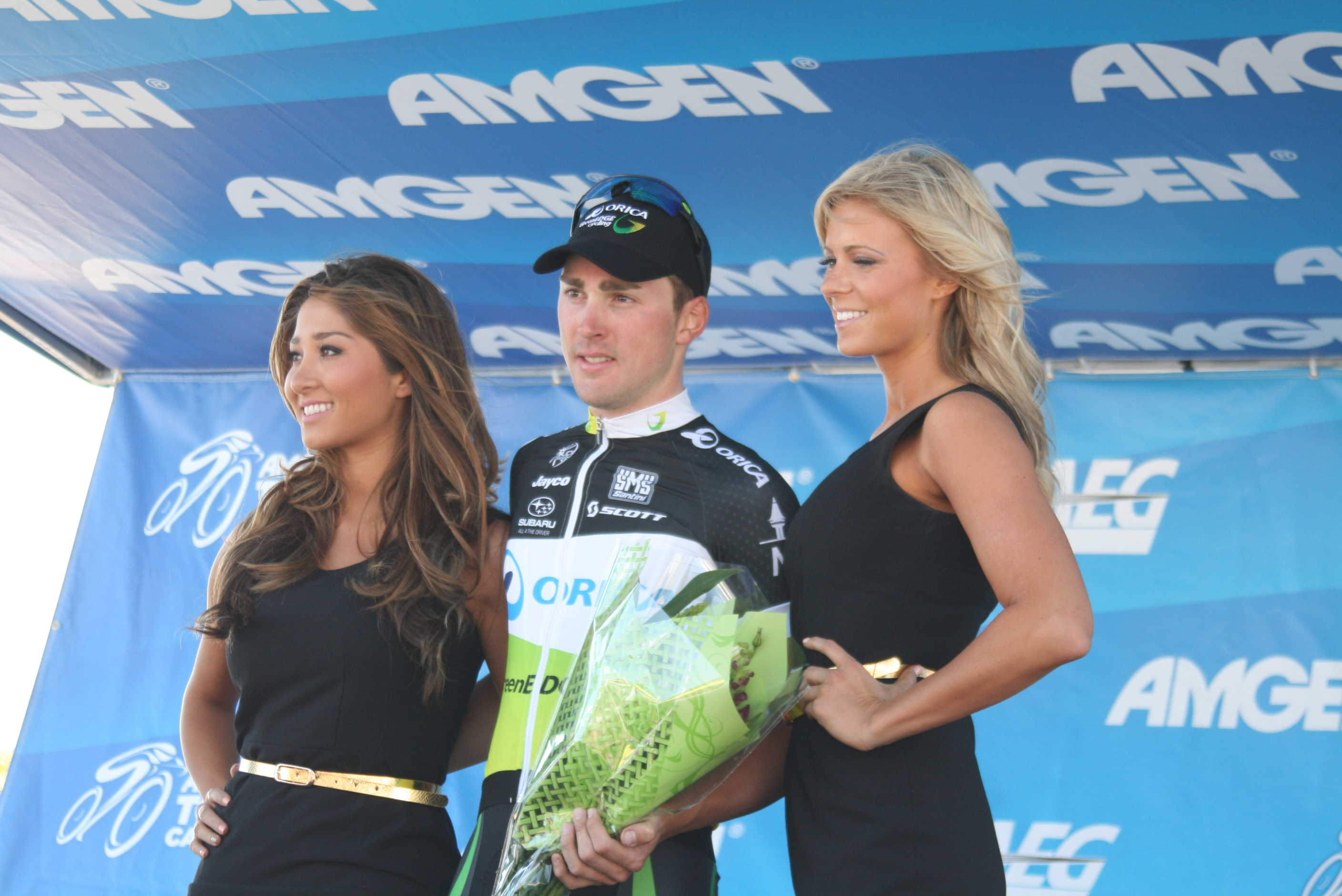
Leigh Howard, 3e de la 2e étape du Tour de Californie 2012.

Leigh Howard rejoint en 2012 la nouvelle équipe australienne GreenEDGE, dotée dès sa création du statut de ProTeam. Il se considère comme le deuxième sprinter de cette équipe, après Matthew Goss, venu comme lui de la formation HTC-Highroad. Il doit aider ce dernier à remporter Milan-San Remo, mais a pour l'essentiel de l'année un programme différent qui doit lui permettre de gagner des courses au sprint. Il décide de se consacrer davantage à la route durant cette saison. Il participe aux championnats du monde sur piste à Melbourne, où il obtient la médaille de bronze de l'américaine. C'est sa dernière compétition sur piste de l'année. L'américaine de figurant plus au programme des Jeux olympiques, il ne se rend pas aux Jeux de Londres. En septembre, il gagne une étape du Tour de Grande-Bretagne et termine quatrième du classement général, après en avoir occupé la première place pendant deux jours.
En début d'année 2013, Howard remporte deux courses du Challenge de Majorque, le Trofeo Platja de Muro et le Trofeo Migjorn. Fin 2013, il prolonge son contrat avec Orica-GreenEDGE pour deux saisons supplémentaires.
À la fin de l'année 2015, le coureur australien fait le choix de changer d'équipe et signe un contrat avec la formation suisse IAM.
Au mois d'octobre 2016, il signe un contrat avec la nouvelle équipe irlandaise Aqua Blue Sport. À l'issue de la saison 2017, il quitte cette équipe et se retire du cyclisme sur route afin de revenir sur la piste, avec pour objectif les Jeux olympiques de 2020.
En avril 2018, il décroche la médaille d'or aux Jeux du Commonwealth 2018 en poursuite par équipes. Les Australiens s'imposent en battant en finale le record du monde en 3 min 49 s 804. Avec la même composition, le quatuor australien remporte également peu de temps après la manche de Coupe du monde à Berlin. Aux mondiaux 2019 à Pruszków, il devient champion du monde de poursuite par équipes avec ses compatriotes Sam Welsford, Kelland O'Brien, Alexander Porter et Cameron Scott, en réalisant un nouveau record du monde en 3 minutes et 48,012 secondes. 
Il termine sa carrière à l'issue des Jeux olympiques de Tokyo, disputés en août 2021. Il y est médaillé de bronze de la poursuite par équipes et 12e de la course à l'américaine. En fin d'année, il prend officiellement sa retraite de coureur à 32 ans,.

## Palmarès sur piste

### Jeux olympiques
- Tokyo 2020
  -  Médaillé de bronze de la poursuite par équipes
  - 12e de la course à l'américaine

### Championnats du monde
- Manchester 2008
  -  Médaillé d'argent de l'omnium
- Pruszkow 2009
  -  Champion du monde de l'omnium
  -  Médaillé d'argent de l'américaine
  -  Médaillé d'argent de la poursuite par équipes
- Ballerup 2010
  -  Champion du monde de l'américaine (avec Cameron Meyer)
  -  Médaillé d'argent de l'omnium
- Apeldoorn 2011
  -  Champion du monde de l'américaine (avec Cameron Meyer)
- Melbourne 2012
  -  Médaillé de bronze de l'américaine
- Pruszków 2019
  -  Champion du monde de poursuite par équipes (avec Sam Welsford, Kelland O'Brien, Alexander Porter et Cameron Scott)
  - 4e de l'américaine

### Championnats du monde juniors
- 2006
  -  Champion du monde de scratch juniors
  -  Champion du monde de poursuite par équipe juniors (avec Jack Bobridge, Cameron Meyer et Travis Meyer)
- 2007
  -  Champion du monde de poursuite par équipe juniors (avec Jack Bobridge, Glenn O'Shea et Travis Meyer)
  -  Médaillé d'argent de l'américaine juniors

### Coupe du monde
- 2008-2009
  - 1er de la poursuite par équipes à Pékin (avec Glenn O'Shea, Rohan Dennis et Mark Jamieson)
  - 1er de l'américaine à Pékin (avec Glenn O'Shea)
  - 2e du scratch à Melbourne
- 2009-2010
  - 1er de la poursuite par équipes à Pékin (avec Luke Durbridge, Michael Hepburn et Cameron Meyer)
- 2010-2011
  - 1er de l'américaine à Melbourne (avec Cameron Meyer)
  - 1er de la poursuite par équipes à Melbourne (avec Michael Hepburn, Jack Bobridge et Cameron Meyer)
- 2018-2019
  - 1er de la poursuite par équipes à Berlin (avec Kelland O'Brien, Alexander Porter, Sam Welsford et Cameron Scott)
  - 2e du scratch à Saint-Quentin-en-Yvelines
  - 3e de l'américaine à Saint-Quentin-en-Yvelines
- 2019-2020
  - 1er de la poursuite par équipes à Brisbane (avec Kelland O'Brien, Alexander Porter, Sam Welsford et Lucas Plapp)
  - 2e de la poursuite par équipes à Cambridge
  - 3e de l'américaine à Glasgow

### Jeux du Commonwealth
| Édition / Épreuve | Poursuite par équipes                        | Scratch |
| Gold Coast 2018   | Or (avec Welsford, Porter, O'Brien et Kerby) | Abandon |

### Championnats d'Océanie
| Édition / Épreuve | Poursuite par équipes                                         | Scratch | Américaine              | Omnium |
| Adélaïde 2010     | Or (avec Jack Bobridge, Michael Hepburn et Cameron Meyer)     | Or      | Or (avec Cameron Meyer) |        |
| Cambridge 2017    | Or (avec Jordan Kerby, Nicholas Yallouris et Kelland O'Brien) |         |                         | Argent |
| Adélaïde 2018     |                                                               | Argent  |                         |        |

### Six jours
- 2017 : Melbourne (avec Cameron Scott)
- 2019 : Melbourne (avec Kelland O'Brien)

### Jeux d'Océanie juniors
- 2006
  -  Médaillé d'or de la course aux points

### Championnats d'Australie
- 2003
  -  Champion d'Australie de vitesse individuelle débutants
  -  Champion d'Australie du kilomètre débutants
- 2006
  -  Champion d'Australie du scratch juniors
- 2007
  -  Champion d'Australie de poursuite individuelle juniors
  -  Champion d'Australie du kilomètre juniors
  -  Champion d'Australie de l'américaine juniors
- 2008
  -  Champion d'Australie de poursuite par équipes (avec Sean Finning, James Langedyk et Glenn O'Shea)
  -  Champion d'Australie du scratch
  -  Champion d'Australie de l'américaine (avec Glenn O'Shea)
- 2011
  -  Champion d'Australie de l'américaine (avec Cameron Meyer)
- 2012
  -  Champion d'Australie de l'américaine (avec Kenny De Ketele)
- 2018
  -  Champion d'Australie de poursuite par équipes (avec Kelland O'Brien, Lucas Plapp et Godfrey Slattery)
  -  Champion d'Australie de l'américaine (avec Kelland O'Brien)
- 2021
  -  Champion d'Australie de l'américaine (avec Sam Welsford)

### UIV Cup
- 2008
  - UIV Cup Amsterdam, U23 (avec  Glenn O'Shea)
  - UIV Cup Munich, U23 (avec  Glenn O'Shea)

## Palmarès sur route et classements mondiaux

### Palmarès
| - 2006 - 3e du championnat d'Australie du contre-la-montre juniors - 2007 - 3eb étape du De Bortoli Tour - 1re, 4e et 7e étapes du Tour de Tasmanie - 2e du De Bortoli Tour - 2008 - 2e étape du Tour de Berlin - Coppa Colli Briantei Internazionale - 6e et 8e étapes du Tour du Gippsland - 2e étape de l'Australian Cycling Grand Prix - Tour of the Murray River : - Classement général - 5e et 13e étapes - 1re et 8e étapes du Tour de Tasmanie - 2009 - 1re, 3e et 7e étapes du Tour du Japon - 1re étape du Tour de Thuringe - Tour du Gippsland : - Classement général - 2e, 3e, 6e et 9e étapes - Classement général du Tour de Slovaquie - Astico-Brenta - Milan-Rapallo | - 2010 - Championnat des Flandres - 4e étape du Tour d'Oman - 2011 - 5e étape du Ster ZLM Toer - 3e du Trofeo Cala Millor - 2012 - 2e étape de l'Eneco Tour (contre-la-montre par équipes) - 2e étape du Tour de Grande-Bretagne - 3e du Tour de Grande-Bretagne, - 2013 - Trofeo Migjorn - Trofeo Platja de Muro - Grand Prix de Saint-Nicolas - 3e du championnat d'Australie du critérium - 2016 - Clásica de Almería - 1re étape du Tour des Fjords - 2e de la Cadel Evans Great Ocean Road Race |  |

### Résultats sur les grands tours

#### Tour de France
1 participation
- 2016 : 172e

#### Tour d'Italie
2 participations
- 2013 : non-partant (7e étape)
- 2016 : non-partant (15e étape)

#### Tour d'Espagne
2 participations
- 2011 : 152e
- 2013 : 142e

### Classements mondiaux
| Année            | 2008 | 2009 | 2010 | 2011 | 2012 | 2013 | 2014 | 2015 |
| ---------------- | ---- | ---- | ---- | ---- | ---- | ---- | ---- | ---- |
| UCI World Tour   |      |      |      | 174e | nc   | 191e | 182e | nc   |
| UCI Asia Tour    |      | 91e  |      |      |      |      |      |      |
| UCI Europe Tour  | 362e | 216e |      |      |      |      |      |      |
| UCI Oceania Tour |      | 55e  |      |      |      |      |      |      |